# Roscoe Ates
Roscoe Ates (20 de enero de 1895-1 de marzo de 1962) fue un prolífico músico y actor cinematográfico y televisivo estadounidense, cuya carrera se llevó a cabo principalmente en el género western.

## Inicios
Nacido en Grange, una zona rural al noroeste de Hattiesburg, Misisipi, Ates se vio afectado en gran parte de su infancia por una severa tartamudez. 
Se inició en el mundo del espectáculo como concertista de violín, pero encontró mejores oportunidades económicas como comediante de vodevil. A fin de conseguir efectos cómicos, Ates reavivaba su antiguo tartamudeo. 

## Carrera cinematográfica
Su primer papel en el cine lo hizo con 34 años de edad en 1929, interpretando a un cocinero en South Sea Rose. Al año siguiente actuó como "Old Stuff" en Billy the Kid, film en el que actuaban Johnny Mack Brown (1904–1974) y Wallace Beery (1885–1949).
En sus inicios, Ates también protagonizó su propia serie de cortos, producidos por RKO Pictures y Vitaphone.
De entre sus películas, pueden mencionarse las siguientes:
- Cimarrón (1931), en el papel de Jesse Rickey, basada en la novela de Edna Ferber sobre Oklahoma.

- The Champ (1931), con Wallace Beery y Jackie Cooper.

- Renegades of the West (1932), como el Dr. Henry Fawcett.

- Freaks (1932).

- Alicia en el país de las maravillas (1933) como Pez.

- Fair Exchange (1936), como Elmer Goodge.

- God's Country and the Woman (1937), como Gander Hopkins.

- The Great Adventures of Wild Bill Hickok (1938), como Oscar "Snake-Eyes" Smith, junto a Wild Bill Elliott.

- Three Texas Steers (1939), como el Sheriff Brown, junto a John Wayne.

- Cowboy from Sundown (1940), film de Tex Ritter, en el que encarnaba a Gloomy Day.

- Bad Men from Missouri (1941), como Lafe.[2]

Entre 1946 y 1948 Ates interpretó al personaje western Soapy Jones en 15 títulos, entre ellos Colorado Serenade, Driftin' River (con Shirley Patterson), Stars Over Texas, y Tumbleweed Trail (todas de 1946), West to Glory, Shadow Valley, y Wild Country (todas de 1947), y Check Your Guns, Black Hills, Tornado Range, The Westward Trail, y The Tioga Kid (las cuatro de 1948). Su Soapy Jones era el compañero del "Cowboy Cantante" interpretado por el nativo de Texas Eddie Dean (1907–1999). Posteriormente, George "Gabby" Hayes emplearía material de archivo de filmes de Soapy Jones para mostrar en su serie televisiva infantil de los años 50, The Gabby Hayes Show.

## Actuaciones musicales
En las películas en las que actuó, Ates interpretó las siguientes canciones:
- Billy the Kid: "Turkey in the straw" (1930)
- Remote Control: "The Wedding March" (1930)
- Renegades of the West: "Farmer in the Dell" (1932)
- Rancho Grande: "Dude Ranch Cow Hands" (sin créditos, 1938)
- Cowboy from Sundown: "The Craw-dad Song" (1940)
- Captain Caution: "Hilda" (1940)
- Colorado Serenade: "Home on the Range" (1946)
- Driftin' River: "Way Back in Oklahoma" (1946)
- Wild West: Canción, "Elmer, The Knock-Kneed Cowboy" (1946)[2]

## Carrera televisiva
En 1950 Ates fue elegido para interpretar su primer papel televisivo, el del ayudante del sheriff Roscoe en la serie western de la ABC The Marshal of Gunsight Pass. Eddie Dean también actuaba en este programa, y Jan Sterling (1921–2004) encarnaba a una amiga de Roscoe.
Ates trabajó pronto en múltiples programas televisivos. A continuación se citan algunos de ellos: Fue Henry Wilson en el episodio "The Census Taker" de la serie western The Cisco Kid, protagonizada por Duncan Renaldo y Leo Carrillo; My Little Margie, sitcom de Gale Storm; Boston Blackie, serie detectivesca; Annie Oakley, serie de Gail Davis en la que encarnó a Curly Dawes en "Showdown at Diablo" (1956) y a Walsh en "Annie and the Miser" (1957); Las aventuras de Rin tin tin, show en el cual Ates fue The Ranger en el capítulo de 1957 "Sorrowful Joe Returns"; Wagon Train, show de la NBC protagonizado por Ward Bond, en el cual trabajó en 1958, con 63 años de edad, con el papel de "Old Timer" en el episodio "The Sacramento Story"; episodio "Force of Habit" del show interpretado por Lee Marvin para la NBC M Squad, en el papel de Edwin Winkler; entrega "The Painted Beauty", correspondiente a la serie western protagonizada por John Payne para la NBC The Restless Gun, en la que Ates encarnaba a Juniper Dunlap; papel de Dusty Peabody en "The Man from Solitary", episodio de la serie de Rod Cameron State Trooper; "A Well of Gold" capítulo del programa de Tom Nolan para la NBC Buckskin, actuando como Harrison; episodio "Hot Ice Cream" (1960) en Man with a Camera, serie de Charles Bronson para la ABC, en el papel de Fenton; papel de Lou Nugget en "The Fabulous Fiddle", en el programa de Scott Brady Shotgun Slade; capítulo "The Missing Queen" en el drama criminal de Andrew Duggan para ABC Bourbon Street Beat, encarnando a Boak.

## Papel recurrente enLawman
Entre 1959 y 1960 Ates trabajó en la serie western de la ABC Lawman, protagonizada por John Russell y Peter Brown. En dicha producción fue en una ocasión "Old Timer", y en siete episodios interpretó a Ike Jenkins. Los capítulos eran los siguientes: "The Visitor", "The Gang", "The Ring", "The Friend", "The Exchange", "The Breakup", "The Stranger", y "Man on the Mountain".
Al mismo tiempo que trabajaba en Lawman, Ates hizo otras actuaciones televisivas: Fue Renton en dos episodios de título "Long Odds" de la serie de Dale Robertson Tales of Wells Fargo; actuó en cuatro entregas del programa de la ABC Maverick, las tituladas "Gun-Shy", "Two Beggars on Horseback", "Two Tickets to Ten Strike" con Connie Stevens y Adam West), y "Hadley's Hunters"; hizo el papel de un camarero en 1960 en el episodio "The Rape of Red Sky" del show de la NBC The Outlaws; intervención en la serie western de la ABC protagonizada por Will Hutchins Sugarfoot, en la entrega "The Man from Eudora".

## Últimas actuaciones
Entre 1958 y 1960, Ates actuó cinco veces en la serie de la CBS Alfred Hitchcock Presents. En el episodio de 1958 "And the Desert Shall Blossom", Ates actuó junto a William Demarest y Ben Johnson.
En 1960 Ates intervino como artista invitado en el programa de la NBC This Is Your Life, presentado por Ralph Edwards, y que en dicha ocasión estaba dedicado al alcalde honorario de Hollywood Johnny Grant.
Entre sus últimos papeles acreditados en la televisión figuran el que hizo en 1961 en la serie de Robert Stack para la ABC Los Intocables y el de sheriff en los shows The Red Skelton Show y Whispering Smith. 
Su última actuación cinematográfica, sin créditos, tuvo lugar en la película de Jerry Lewis de 1961 The Errand Boy.

## Vida personal
Ates se casó en tres ocasiones. Tras su divorcio de Clara Callahan, en 1949 se casó con Leonore Belle Jumps, la cual falleció en 1955. En 1960 se casó de nuevo, esta vez con Beatrice Heisser.
Roscoe Ates falleció en 1962 a causa de un cáncer de pulmón en Hollywood, California. Tenía 67 años de edad. Fue enterrado en el Cementerio Forest Lawn Memorial Park de Glendale (California).